# Ilna
Ilna – wzniesienie na Równinie Gryfickiej o wysokości 55,1 m n.p.m., położone w woj. zachodniopomorskie, w powiecie gryfickim, w gminie Gryfice.
Przy południowym podnóżu Ilnej leży przysiółek Grochów. Przy wschodnim podnóżu biegnie rów wodny z Jeziora Trzygłowskiego Drugiego do rzeki Gardominki.
Nazwę Ilna wprowadzono urzędowo rozporządzeniem w 1949 roku, zastępując poprzednią niemiecką nazwę Ihlen Berg.